# 北京火柴厂
北京火柴厂，原为丹凤火柴公司，创建于1905年。是位于北京的一个火柴公司。

## 概述
1905年，创建为丹凤火柴公司，初建时资本五万两。1907年10月6日，火柴公司因工人吸烟不慎发生火灾，当时消防队出动了106名官兵扑灭火势。1914年时已有工人1100人。1917年，与天津华昌火柴厂合并，改为丹华平厂。由倪氏财团控股，新丹华火柴公司成立后，在北京、天津、安东三地设厂制造火柴，总管理处设在北京。北京厂资本定为20万元。1926年以后生产的绝大部分是硫化磷火柴，北京丹华有丹凤、翔凤、新翔凤、蜻蜓、海马等牌硫化磷火柴，飞凤牌安全火柴。
中华人民共和国成立后，火柴厂迁入永定门外大街沙子口。1954年，改名为国营北京火柴厂。1956年1月，国营北京火柴厂与厚生火柴厂合并，北京火柴厂成为北京唯一的火柴生产厂家。1958年，改名为北京火柴厂，定址北京市崇文区永定门外大街沙子口路76号，产品品牌有丹凤、北京牌。1994年1月，在中华人民共和国国家经济体制改革委员会和北京一轻控股公司决定，进行改组老厂的综合配套改革试点，实行多种经营，重组成立北京富莱茵物业公司。